# لانگن‌وانگ
لانگِن‌وانگ (به آلمانی: Langenwang) یک منطقهٔ مسکونی در اتریش است که در بروک مورتسوچلاگ واقع شده‌است. لانگنوانگ ۷۶٫۰۷ کیلومتر مربع مساحت دارد ۶۳۷ متر بالاتر از سطح دریا واقع شده‌است.